# Liste der Gemeinden in der Stadtregion Bludenz
Die Stadtregion Bludenz ist eine österreichische Agglomeration in Vorarlberg. Die Region besteht aus der Kernzone (Code: SR211) sowie der Außenzone (Code: SR212).

## Geschichte der Klassifikation
Die Abgrenzung der Stadtregionen (Urbanen Zentren) wurde von der Statistik Austria für 1971 bis 2001 alle 10 Jahre vorgenommen. Für den Stichtag 31. Oktober 2013 wurde erstmals nach der von der Statistik Austria für statistische Zwecke entwickelten Urban-Rural-Typologie abgegrenzt, welche die Abgrenzung der Stadtregionen integriert. Die gesamte Information dazu ist auf den Internetseiten der Statistik Austria zu finden.

## Liste der Gemeinden laut Abgrenzung von 2001
Die Einwohnerzahlen in den Listen sind vom 1. Jänner 2024.

### Kernzone Bludenz
| Gemeinde  | Lage | Ew     | km²   | Ew / km² | Gerichtsbezirk | Region           | Typ             | Foto | Metadaten         |
| --------- | ---- | ------ | ----- | -------- | -------------- | ---------------- | --------------- | ---- | ----------------- |
| Bludenz   |      | 15.139 | 29,92 | 506      | Bludenz        | Walgau           | Stadt- gemeinde | ja   | Gem.Kennz.: 80103 |
| Bludesch  |      | 2.655  | 7,59  | 350      | Bludenz        | Walgau           | Gemeinde        | ja   | Gem.Kennz.: 80104 |
| Bürs      |      | 3.431  | 24,65 | 139      | Bludenz        | Walgau           | Gemeinde        | ja   | Gem.Kennz.: 80106 |
| Ludesch   |      | 3.727  | 11,26 | 331      | Bludenz        | Walgau           | Gemeinde        | ja   | Gem.Kennz.: 80115 |
| Nüziders  |      | 4.999  | 22,10 | 226      | Bludenz        | Walgau           | Gemeinde        | ja   | Gem.Kennz.: 80117 |
| Thüringen |      | 2.341  | 5,67  | 413      | Bludenz        | Großes Walsertal | Gemeinde        | ja   | Gem.Kennz.: 80126 |

### Außenzone Bludenz
| Gemeinde   | Lage | Ew    | km²   | Ew / km² | Gerichtsbezirk | Region           | Typ      | Foto | Metadaten         |
| ---------- | ---- | ----- | ----- | -------- | -------------- | ---------------- | -------- | ---- | ----------------- |
| Bürserberg |      | 585   | 13,73 | 43       | Bludenz        | Brandnertal      | Gemeinde | ja   | Gem.Kennz.: 80107 |
| Dalaas     |      | 1.626 | 94,30 | 17       | Bludenz        | Klostertal       | Gemeinde | ja   | Gem.Kennz.: 80108 |
| Innerbraz  |      | 1.057 | 19,97 | 53       | Bludenz        | Klostertal       | Gemeinde | ja   | Gem.Kennz.: 80111 |
| St. Gerold |      | 380   | 12,58 | 30       | Bludenz        | Großes Walsertal | Gemeinde | ja   | Gem.Kennz.: 80121 |
| Stallehr   |      | 290   | 1,64  | 177      | Montafon       | Montafon         | Gemeinde | ja   | Gem.Kennz.: 80125 |